# Francesco Albotto

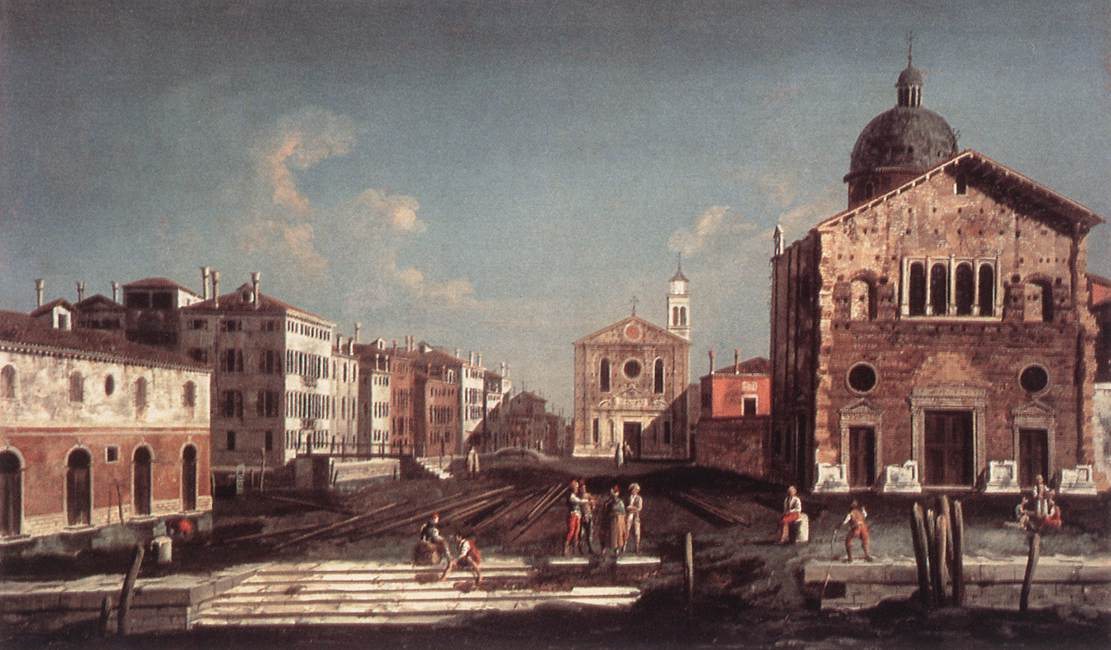
San Giuseppe di Castello, etwa 1745

Francesco Albotto, auch Francesco Albotti, François Albotto oder François Albotti, (* vermutlich um 1723; † 13. Januar 1758 in Venedig) war ein italienischer Maler und Stecher.
Über Francesco Albotto ist nur wenig bekannt. Seine Herkunft liegt im Dunkeln. Er war wohl erst Schüler und später auch Assistent von Michele Marieschi. Nach dessen Tod übernahm Albotto die Werkstatt und heiratete die Witwe seines Lehrers. Zeit seines Lebens blieb er der Kunst Marieschis verhaftet und malte Veduten und Landschaftsbilder in dessen Manier. Er wurde deshalb von Mariette als der „zweite Marieschi“ bezeichnet. Seine Arbeiten stehen denen seines Lehrers so nahe, dass sie lange als dessen Werke galten. Erst 1972 tauchte ein Francesco Albotto F. in S. Luca Cale di ca Loredan signiertes Werk im New Yorker Kunsthandel auf und bot eine Basis dafür, weitere Werke zu identifizieren. Es zeigte sich, dass Albotto mehr zu Wiederholungen neigte, meist auf die vorgefertigte Formensprache Marieschis zurückgriff und nur wenig Eigenes in seine Werke einbrachte. Albotto war überwiegend in Venedig tätig. Sein Gesamtwerk ist gegenüber denen seiner venezianischen Zeitgenossen eher klein, obwohl auch heute immer wieder neu entdeckte Bilder auftauchen.

## Ausgewählte Werke
- Berlin, Gemäldegalerie
  - Ansicht der Piazetta und des Molo in Venedig vom Bacino di San Marco aus, um 1745
  - Ansicht des Canal Grande in Venedig mit Blick auf die Ca'Pesaro, um 1745
- Ljubljana, Narodni muzej
  - Capriccio mit klassischen Ruinen
- Mailand, Collezione privata
  - Ansicht von Santa Maria della Salute, um 1745
  - Ansicht der Mündung des Canal Grande, um 1745
- Neapel, Museo e Gallerie Nazionali di Capodimonte
  - Ansicht Palazzo Ducale in Richtung Riva degli Schiavoni
- Vicenza, Gallerie di Palazzo Leoni Montanari
  - Landschaft mit klassischen Ruinen, um 1741–1750
  - Landschaft mit klassischem Bogen und Fontäne, um 1741–1750
  - Ansicht des Campo dei Santi Giovanni e Paolo mit der Scuola Grande di San Marco, um 1742–1750
  - Ansicht des Canal Grande an der Mündung von Cannaregio, um 1742–1750
- Verbleib unbekannt
  - Ansicht der Mole von Venedig (1972 im New Yorker Kunsthandel)
  - Ansicht der Rialto-Brücke vom Süden (am 11. Dezember 1991 bei Sotheby's in London versteigert)
  - Die Basilika von Santa Maria della Salute, vom Canal Grande im Süden gesehen (am 25. Januar 2002 bei Christie's in New York versteigert)
  - Ansicht des Canal Grande und des Fondaco dei Turchi (am 27. Januar 2005 bei Sotheby's in New York versteigert)
  - Ansicht des Canal Grande von Nordosten von Santa Croce und San Geremia (am 27. Januar 2005 bei Sotheby's in New York versteigert)